# Пасіоністи
Пасіоністи або Конгрегація Страстей Господа нашого Ісуса Христа (лат. Congregatio Passionis Iesu Christi, CP) — Римсько-католицький релігійний орден заснований святим Павлом Хреста.

## Історія
Павла Хреста написав правила згромадження в грудні 1720 року. А в 1725 році Папа Бенедикт XIII надав Павлу дозвіл сформувати свою громаду. Павло та його брат, Іван Баптист були висвячені Папою на керівників ордену.
7 червня 1727 року римський папа Бенедикт XIII благословив Павла Хреста на духовну діяльність, після чого брати починають проповідувати, мандруючи по всій Італії. Їх старанність і прагнення жити в бідності привернуло до них безліч охочих вступити в їхню нову чернечу громаду.
Перший монастир під керівництвом Павла Хреста був заснований в 1737 році на горі Арджентаріо. Через деякий час Павло Хреста був висвячений на священника і отримав право приймати охочих в заснований ним монастир. У цей час громада ченців вже налічувала дев'ять осіб. Духовність пассіоністів, згідно з Павлом Хреста, повинна була складатися з двох елементів: суворої аскези і проповіді про Хрест Господній. Ченці ходили по селах навкруг, розповідаючи мешканцям про Страсті Ісуса Христа. Також Павло Хреста вів активне листування: збереглося більш ніж дві тисячі його листів, в яких розкривається його духовна, глибоко містична життя.
1769 року папа Климент XIV надав повне право пасіоністам, якими користуються інші релігійні ордени, за винятком того, що не робить їх монашим орденом. Відповідно до Статуту нової чернечої конгрегації, вона стала носити назву пасіоністи (від лат. Passio — страждаю). Історично було дві основні місії згромадження: місіонерська діяльність і споглядальне життя. Її засновник намагався об'єднати те найкраще, що було у трапістів ченців, разом з динамічним замовлення, такі як єзуїтів.
Римський собор Базиліка святих Івана і Павла є титулярною церквою та належить ордену Пасіоністів.
Пасіоністи є в 59 країнах на п'яти континентах, на чолі з генералом, який обирається кожні шість років. Йому допомагали чотири заступники в управлінні громадою. В Україні діє Провінція Успіння Пресвятої Богородиці — Province of the Assumption of Mary (ASSUM), яка об'єднує згромадження у Польщі, Чехії та Україні. Громада пасіоністів діє в селі Смотрич.